# Cestrum auriculatum
Cestrum auriculatum är en potatisväxtart som beskrevs av L'herit. Cestrum auriculatum ingår i släktet Cestrum och familjen potatisväxter. Inga underarter finns listade i Catalogue of Life.